# シグマ・アリメントス
シグマ・アリメントス（スペイン語：Sigma Alimentos, S.A. de C.V.）は、メキシコ・モンテレイ近郊のサン・ペドロに本社を置く、メキシコの多国籍食品加工・流通企業。主にハムなどのランチョンミート、チーズ、ヨーグルトなどの冷蔵食品を製造・販売しており、メキシコ国内では最大級の冷蔵食品メーカーの一つである。代表的なブランドには、Fud（フッド）、Chen（チェン）、San Rafael（サン・ラファエル）、Guten（グーテン）、Yoplait（ヨープレイ）などがある。親会社はメキシコの産業コングロマリットであるALFA（アルファ）である。
シグマ・アリメントスは2021年に69億ドルの売上を記録した。世界18か国に67の工場と152の流通拠点を有し、38,000人以上の従業員を雇用している。アメリカ合衆国および欧州でのプレゼンスを高めるため、積極的な買収を行っており、主な買収例としては、2010年の米国Bar-S（バーエス）と、2014年のスペインのカンポフリオ（Campofrío）社が挙げられる。

## 概要
メキシコでは、シグマ・アリメントスの主な商品はスーパーマーケット、卸売業者、コンビニ、個人商店などを通じて販売されている。米国では、シグマ・フーズ（Sigma Foods）およびBar-Sを通じて事業を展開しており、アメリカ法人の本部はアリゾナ州フェニックスにある。欧州では、2014年に中国の双匯国際（WHグループ）と共同で買収したカンポフリオを通じて展開しており、同年6月、親会社ALFAがWHグループ保有のカンポフリオの残り37％の株式を取得し、将来的にシグマ・アリメントスが完全子会社化することを目指している。
同社はアメリカ大陸および欧州に幅広く展開しており、北米ではメキシコと米国、欧州ではベルギー、フランス、ドイツ、イタリア、オランダ、ポルトガル、スペインに拠点を置く。また、中南米ではコスタリカ、ドミニカ共和国、エクアドル、エルサルバドル、グアテマラ、ホンジュラス、ニカラグア、パナマ、ペルーに進出している。
2014年には親会社のALFAが、シグマ・アリメントスをメキシコ証券取引所に上場させる可能性があると発表している。